# Paspalum trichophyllum
Paspalum trichophyllum är en gräsart som beskrevs av Johannes Jan Theodoor Henrard. Paspalum trichophyllum ingår i släktet tvillinghirser, och familjen gräs. Inga underarter finns listade i Catalogue of Life.